# Estació de Terrassa Can Boada
Terrassa Can Boada és una estació de ferrocarril projectada en el Pla de Rodalies Barcelona del Ministeri de Foment. Serà una estació de Rodalies Barcelona de la línia R4 i de Rodalia de Lleida de la Línia RL4, situada al barri de Can Boada de Terrassa. La inversió prevista és de 12,9 milions d'euros. El 2007 ICV-EUiA de Terrassa va reclamar una tercera estació a Can Boada.
| Procedència/Destinació                                  | <        | Línia         | >                                                               | Procedència/Destinació |
| ------------------------------------------------------- | -------- | ------------- | --------------------------------------------------------------- | ---------------------- |
| Rodalia de Barcelona                                    |          |               |                                                                 |                        |
| Projectat                                               |          |               |                                                                 |                        |
| Sant Vicenç de Calders Vilafranca del Penedès Martorell | Terrassa |               | Sant Miquel de Gonteres-Viladecavalls Sant Vicenç de Castellet¹ | terminal Manresa       |
| Mataró                                                  | Terrassa | Línia Orbital | Sant Miquel de Gonteres-Viladecavalls                           | Vilanova i la Geltrú   |
| Rodalia de Lleida                                       |          |               |                                                                 |                        |
| Projectat                                               |          |               |                                                                 |                        |
| Terrassa                                                | Terrassa |               | Sant Vicenç de Castellet                                        | Lleida Pirineus        |